# 圣洛伦索德卡拉特拉瓦
圣洛伦索德卡拉特拉瓦，是西班牙卡斯蒂利亚-拉曼恰雷阿尔城省的一个市镇。 总面积106平方公里，总人口297人（2001年），人口密度3人/平方公里。